# Старовойтово
Старовойтово (укр. Старово́йтове) — село в Ровненской сельской общине Ковельского района Волынской области Украины.
До 2020 года входило в Любомльский район.
Код КОАТУУ — 0723384903. Население по переписи 2001 года составляет 225 человек. Почтовый индекс — 44332. Телефонный код — 3377. Занимает площадь 7,16 км².